# Oakover
De Oakover is een rivier in de regio Pilbara in West-Australië.

## Geschiedenis
De oorspronkelijke bewoners van het stroomgebied van de Oakover zijn de Nyamal Aborigines. De eerste Europeaan die de rivier ontdekte was ontdekkingsreiziger Francis Thomas Gregory in 1861. In 1873 bereikte Peter Egerton-Warburton de rivier, naakt vastgebonden op zijn voorlaatste kameel. Hij was in Zuid-Australië met zeventien kamelen vertrokken en was vanuit Alice Springs de Grote Zandwoestijn doorgestoken.

## Geografie
De Oakover ontspringt nabij Junction Well ten noorden van het Wadara-gebergte en ten westen van het Salthbush-gebergte. Ze stroomt vervolgens noordwaarts, parallel aan het Gregory-gebergte, en voegt zich met de Nullagine samen tot de rivier De Grey. Tweeëntwintig waterlopen voeden de Oakover:
- Stag Arrow Creek (436m)
- Christmas Creek (389m)
- Carrowina Creek (382m)
- Enacheddong Creek (338m)
- Tongololo Creek (333m)
- Gregory Creek (315m)
- Pearana Creek (315m)
- Macpherson Creek (309m)
- Boondamana Creek (272m)
- Davis River (269m)
- Brumby Creek (249m)

- Woodie Woodie Creek (248m)
- Muddauthera Creek (239m)
- Carawine Creek (235m)
- Boodalyerri Creek (222m)
- Midgengadge Creek (212m)
- Yownama Creek (203m)
- Tanguin Creek (198m)
- Gingarrigan Creek (186m)
- Vanadium Creek (185m)
- Parsons Creek (177m)
- Yilgalong Creek (176m)

De Oakover stroomt door een aantal semi-permanente poelen:
- Upper Tarra Tarra Pool (295m)
- Tooncoonaragee Pool (251m)
- Carawine Pool (245m)
- Upper Carawine Pool (239m)
- Midgengadge Pool (215m)
- Yilgalong Pool (174m)
- Cooracoorawine Pool (171m)
- Chukuwalyee Pool (165m)
- Calbine Pool (156m)
- Toombingidgee Pool (151m)
- Yulading Pool (135m)
- Ngumberamooring Pool (133m)